# 아이유브 술탄국
아이유브 왕조(아랍어: الأيوبيون 알 아유비윤[*], 쿠르드어: ئەیووبییەکان 에유비얀), 통칭 아이유브 술탄국은 쿠르드족 출신의 장군 살라흐 앗 딘(살라딘)이 파티마 왕조을 멸망시키고 건국한 중세 이집트의 수니파 이슬람 술탄국으로서, 그 영토가 이집트를 넘어 헤자즈, 예멘, 누비아 북부, 트리폴리타니아, 시리아, 상메소포타미아를 아우르는 대제국이었다. 살라딘의 원정으로 아이유브 왕조와 그 뒤를 이은 맘루크 왕조 약 350년 간의 대략적인 경계와 영향권이 설정되었다. 
살라딘은 당시 레반트 지역에 있던 십자군 국가들과 치열한 전쟁을 벌였다. 이후 1187년 하틴 전투에서 살라딘이 승리하면서 십자군 국가의 대부분이 아이유브 왕조에게 함락되었지만, 십자군은 1190년대에 다시 침공하여 시리아 해안 지역을 재탈환하였다.
1139년에 살라흐 앗 딘이 사망한 이후 그의 아들들은 술탄국의 지배권을 놓고 서로 다투었지만, 최종적으로 술탄이 된 것은 아이러니하게도 살라흐 앗 딘의 동생이었던 알 아딜이었으며 후대의 아이유브 술탄들은 모두 그의 후손이었다. 1230년대 들어 시리아의 아이유브 아미르들은 이집트의 아이유브 본국으로부터 독립을 시도했고, 때문에 1247년 술탄 앗 살리흐 아이유브가 알레포를 제외한 시리아 대부분을 정복하여 다시 통일하기 전까지 술탄국은 줄곧 분열되어 있었다. 그리고 그 즈음에 예멘, 헤자즈, 메소포타미아의 토착 무슬림 왕조들은 자신들의 지역에서 아이유브 세력을 몰아냈다.
1249년에 앗 살리흐가 사망하자 그의 아들 알 무아잠 투란샤가 왕위를 계승하였으나, 그는 얼마 지나지 않아 휘하의 맘루크 세력에게 피살당하였다. 그뒤 아이유브 술탄은 맘루크들의 꼭두각시로 전락했고, 1260년에는 아예 아이유브 왕조를 폐지하고 자신들이 새롭게 맘루크 왕조를 개창하기에 이른다. 알레포에 남아있던 아이유브 아미르 앗 나시르 유수프와 다른 시리아 아미르들이 이집트를 탈환하려 했으나 실패로 돌아갔으며, 나중에 몽골군이 쳐들어와 알레포를 약탈하고 시리아마저 맘루크와 몽골 사이에 분할되면서 아이유브 왕조는 완전히 끝장이 난다. 살아남은 일부 아이유브 토후들은 맘루크의 종주권을 받아들여 1341년까지 하마의 지배자로서 있었다.
비교적 짧은 존속기간에도 불구하고, 아이유브 왕조가 이집트 지역에 미친 영향은 상당하다. 본래 파티마 칼리파국의 치하에서 시아파 이슬람의 본거지였던 이집트는 아이유브 왕조의 통치 아래 급격하게 반전되어 몇십년이 지나자 수니파의 정치적-군사적 중심지로 변모하였고, 몇세기 동안 이슬람 세계의 경제적-문화적 중심지로서 1517년에 오스만 제국에 의해 정복될때까지 그 지위를 유지하였다. 아이유브 왕조는 또한 향신료 무역과 중개 무역을 장려하여 막대한 부를 축적하였으며, 이를 학자들에게 후원하고 여러 학문 시설을 건립함으로써 이슬람 지적 활동의 부흥을 이끌었다.

## 역사
아이유브 왕조는 1169년 삼촌 시르쿠와 함께 장기 왕조를 위해 이집트를 정복한 살라흐 앗 딘이 세웠는데 아이유브란 이름은 시르쿠의 형제이자 살라흐 앗 딘의 아버지인 나짐 앗딘 아이유브의 이름에서 기원한다.
삼촌 시르쿠가 죽은 후 살라흐 앗 딘은 재빨리 이집트를 장악하고 1169년 다미에타를 침공한 십자군을 몰아내는 데 성공하고 1171년 파티마 왕조의 마지막 칼리파 알아디드가 죽자 파티마조를 폐위시켰다. 1174년 장기조의 자신의 주군 누르 앗 딘이 죽은 후에는 시리아의 다마스쿠스를 복속하여 이슬람의 최대 강자가 되었다. 살라흐 앗 딘은 십자군과의 전쟁을 계속하여 예루살렘을 다시 이슬람의 영토로 회복하였고 이에 반발하여 침공한 제3차 십자군에 맞서 싸웠다. 살라흐 앗 딘의 치세에 아이유브조는 이슬람을 하나의 기치 아래 통일하고 오랜 분열을 끝냈다.
그러나 1193년 살리흐 앗딘이 죽자 아이유브조는 살리흐 앗 딘의 후계자들에 의해 각각 상속되었는데 이후 분열되고 그 힘이 점차 약해졌다. 살라흐 앗 딘의 사후에 친척과 가신들에게 영토가 분배되자, 통일 왕조로 유지되지 못하고 각자의 영지에서 자치적 성격의 분권화가 진행되었고 봉건적인 가문연합체로 왕조의 성격이 바뀌었다.
살라흐 앗 딘의 형제인 알아딜과 그의 아들 알카밀 시대에는 아이유브조는 힘이 약해 잠시 예루살렘을 십자군에게 내주기도 하였다. 알카밀의 아들 살리흐가 죽은 이후 아이유브조는 완전히 힘을 잃고 노예 출신의 맘루크 왕조로 대체된다.

## 이집트의 아이유브 군주
- 살라흐 앗 딘 1171년-1193년
- 알아지즈 우트만 1193년-1198년
- 알만수르 1198년-1200년
- 알아딜 1200년-1218년
- 알카밀 1218년-1238년
- 알아딜 2세 1238년-1240년
- 앗 살리흐 나짐 앗 딘 1240년-1249년
- 알무잠 투란 샤 1249년-1250년 : 실질적인 맘루크 왕조의 시작
- 알아슈라프 1250년-1252년

## 다마스쿠스의 아이유브 군주
- 살라흐 앗 딘 1174년-1193년
- 알아프달 1193년-1196년
- 알아딜 1196년-1218년
- 알무아잠 1218년-1227년
- 안 나시르 아우드 1227년-1229년
- 알아슈라프 1229년-1237년
- 앗살리흐 이스마일 1237년-1238년
- 알카밀 1238년
- 알아딜 2세 1238년-1239년
- 앗 살리흐 나짐 앗 딘 1239년
- 앗살리흐 이스마일 (두 번째 통치) 1239년-1245년
- 앗 살리흐 나짐 앗 딘 (두 번째 통치) 1245년-1249년
- 알무잠 투란 샤 1249년-1250년
- 안 나시르 유수프 1250년-1260년